# Johann Eisterer
Johann Eisterer (5. dubna 1854 Steegen – 6. ledna 1931 Steegen) byl rakouský křesťansko sociální politik, na počátku 20. století poslanec Říšské rady, v poválečném období poslanec rakouské Národní rady.

## Biografie
Vychodil národní školu a působil jako majitel mlýna. Angažoval se v Křesťansko sociální straně Rakouska. Byl členem obecní rady rodného Steegenu. V letech 1907–1919 byl též poslancem Hornorakouského zemského sněmu.
Na počátku 20. století se zapojil i do celostátní politiky. V doplňovacích volbách roku 1906 získal mandát v Říšské radě (celostátní zákonodárný sbor) za kurii venkovských obcí, obvod Schärding, Eferding atd. Nastoupil sem 30. března 1906 místo Johanna Zehetmayra. Krátce nato uspěl i v řádných volbách do Říšské rady roku 1907, konaných již podle všeobecného a rovného volebního práva, kdy byl zvolen za obvod Horní Rakousy 10. Mandát obhájil za týž obvod i ve volbách do Říšské rady roku 1911. Ve vídeňském parlamentu setrval až do zániku monarchie.
V květnu 1906 se uvádí jako jeden z 26 členů poslaneckého Klubu středu (Zentrum-Klub), který sdružoval konzervativně a katolicky orientované poslance. Byl důvěrníkem Katolické strany lidové, která byla hlavní složkou Klubu středu. Po volbách roku 1907 usedl do poslanecké frakce Křesťansko-sociální sjednocení, po volbách roku 1911 do klubu Křesťansko-sociální klub německých poslanců.
Po válce zasedal v letech 1918–1919 jako poslanec Provizorního národního shromáždění Německého Rakouska (Provisorische Nationalversammlung).